# Mexikói farkas

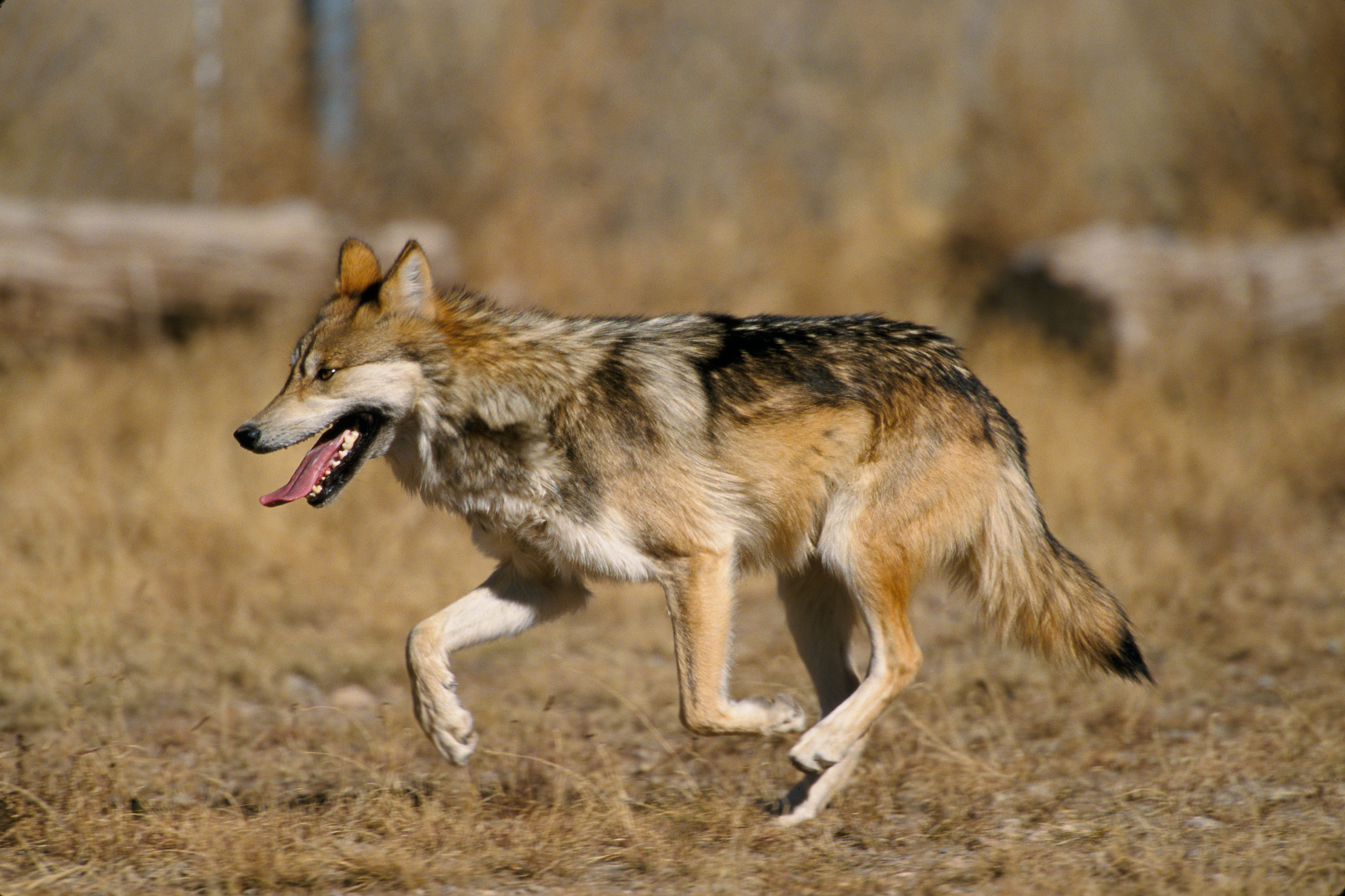

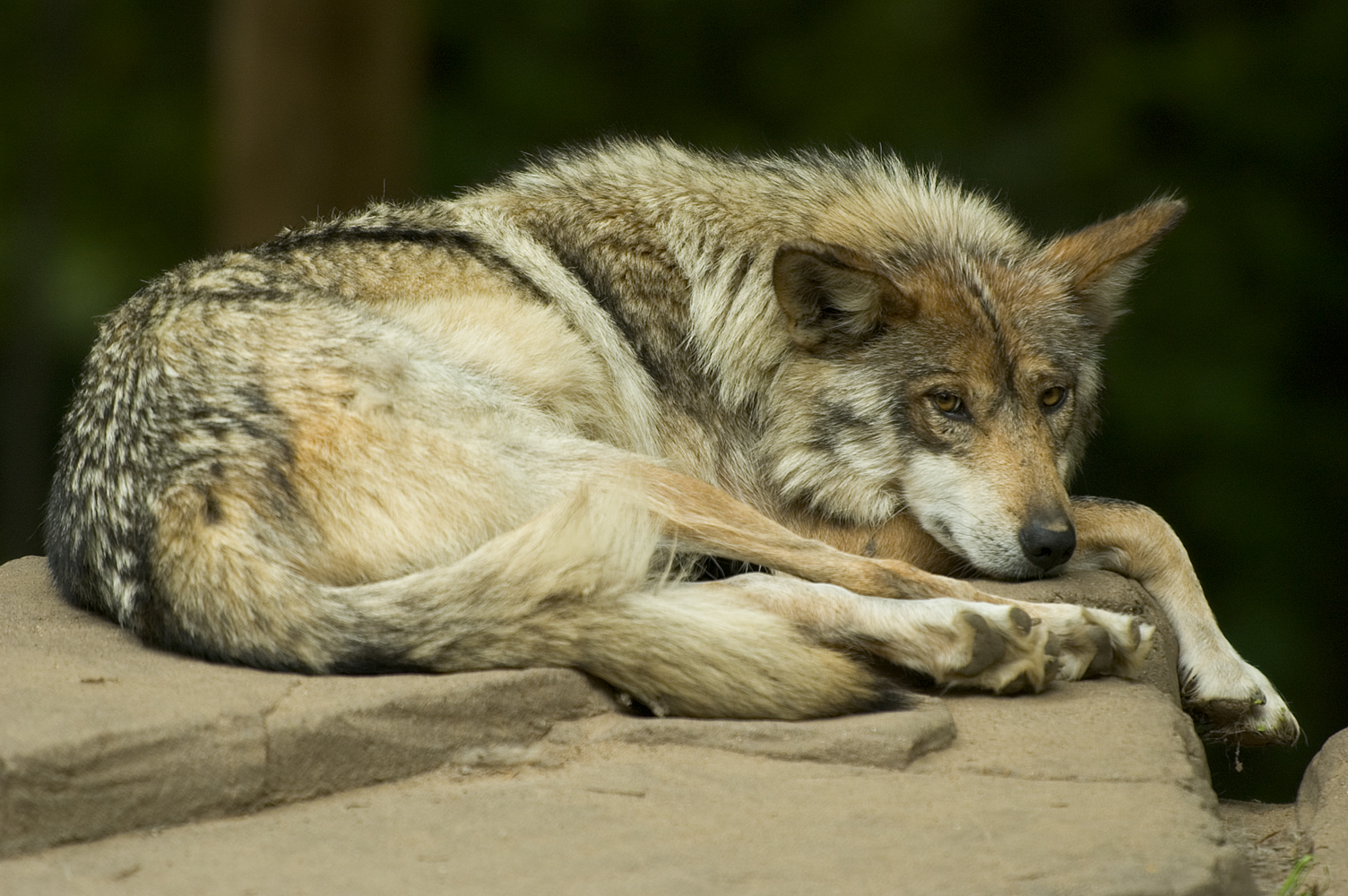
Mexikói farkas a minnesotai állatkertben

A mexikói farkas (Canis lupus baileyi), a szürke farkas (Canis lupus) Észak-Amerikában legdélebbre élő alfaja.

## Megjelenés
A legkisebb mexikói farkas, hossza farkával együtt 170 centiméter, testtömege 23-41 kilogramm. Bundájának színe a barna, a szürke és rozsdabarna különböző kombinációjából áll és ők rendelkeznek a legnagyobb sörénnyel az összes alfaj közül. Füleinek hegye, farkának vége és lábai vége többnyire fekete.
Testéhez képest hosszú lábai vannak, emiatt alakja karcsú.
Fogságban akár 15 évig is elél.

## Elterjedése
A hajdan Arizonában és Új-Mexikóban is élő állat ma már csak Sierra Madre-ban és környékén él. 
Elsősorban prériken, réteken és erdőkben fordul elő. A száraz, sivatagos jellegű vidékeket kerüli, de olykor zsákmányszerzés miatt ott is megjelenik.
1960-ban lőtték le az utolsó vadon élő egyedét.
Szerencsére előtte befogtak pár egyedet és ezeket elkezdték fogságban szaporítani.
Jelenleg az Egyesült Államok és Mexikó mintegy 40 állatkertjében élnek mexikói farkasok, nagyjából 200 egyed.
A manapság természetes körülmények között élő mexikói farkasok az 1990-es években indult visszatelepítési program eredményeként foglalhatták el őseik földjét.
1998 márciusában 34 mexikói farkast engedtek szabadon Arizona délnyugati részén. 
A farkasok fontos szerepet töltenek be az ökológia rendszerben, mivel főleg beteg, sérült, öreg állatokat fognak el, ami zsákmányállataik populációjára jó hatással van.
A szabadon engedett állatokat az első években bekövetkezett veszteségek ellenére ( az első évben elengedett példányok közül ötöt lelőttek, egyet autó ütött el, egy eltűnt és öt visszatért inkább az elengedés előtti szoktató területre) 2002-ben újabb egyedeket helyeztek szabadon az Arizona délnyugati részén és egy újabb területen az Apacs Nemzeti Parkban is.
A cél, hogy 2008-ra egy legalább 100 egyedből álló, szabadon élő populációt alakítsanak ki.